# Udege
Udege (Удэгейцы em russo ; ethnonym : удээ e удэхе ou Udihe) é um povo que vive na Primorsky Krai e de Khabarovsk Krai regiões da Rússia, sendo população nativa da região. Eles vivem ao longo dos afluentes dos Ussuri, Amur, Kungari e Anyuy.
Suas crenças religiosas incluem o animismo, a adoração de animais e xamanismo . O Udege tem como atividades principais a caça, pesca e extrativismo de ginseng. De acordo com o censo de 2002, existiam 1.657 udeges na Rússia.